# Communauté de communes de la Région de Rânes
La communauté de communes de la Région de Rânes est une ancienne communauté de communes française, située dans le département de l'Orne et la région Basse-Normandie.

## Histoire
Créée en décembre 1995, la communauté de communes fusionne le 1er janvier 2013 avec la communauté de communes d'Écouché pour former la communauté de communes des Courbes de l'Orne.

## Composition
La communauté regroupait six communes (trois du canton de Briouze et trois du canton d'Écouché) :
1. La Lande-de-Lougé
2. Lougé-sur-Maire
3. Rânes
4. Saint-Brice-sous-Rânes
5. Saint-Georges-d'Annebecq
6. Vieux-Pont

## Administration
| Période      | Période       | Identité       | Étiquette | Qualité                           |
| ------------ | ------------- | -------------- | --------- | --------------------------------- |
| janvier 1995 | avril 2001    | Claude Fromont |           | Maire de Rânes                    |
| avril 2001   | décembre 2012 | Pierre Couprit |           | Maire-adjoint puis maire de Rânes |